# Isotopes du germanium
Le germanium (Ge, numéro atomique 32) possède 32 isotopes connus, de nombre de masse variant de 58 à 89, ainsi que 13 isomères nucléaires. Cinq de ces isotopes sont présents dans la nature 70Ge, 72Ge, 73Ge, 74Ge et 76Ge, ce dernier étant très légèrement radioactif, se désintégrant par double désintégration bêta en sélénium 76 avec une demi-vie de 1,78 × 1021 années (130 milliards de fois l'âge de l'univers).
L'isotope stable 74Ge est le plus commun, avec une abondance naturelle d'environ 36 %, les moins communs étant 73Ge et 76Ge (environ 7 % chacun). La masse atomique standard du germanium est de 72,630(8) u.
Au moins 27 radioisotopes ont été synthétisés, de nombres de masse compris entre 58 et 89. Le plus stable est 68Ge, se désintégrant par capture électronique avec une demi-vie de 270,95 jours. Il se désintègre en gallium 68, un radioisotope utilisé en médecine comme émetteur de positron (voir générateurs à gallium 68 (en)). Le moins stable connu est 60Ge avec une demi-vie de 30 ms.
Les deux radioisotopes du germanium les plus légers se désintègrent par double émission de proton en isotopes du zinc. La plupart des autres radioisotopes se désintègrent par radioactivité β (désintégration en isotopes du gallium par émission de positron pour les plus légers, désintégration β− en isotopes de l'arsenic) sauf 61Ge et 64Ge qui se désintègrent par émission de proton suivant une émission de positron. Les isotopes de 84Ge à 87Ge ont aussi une voie de désintégration mineure par émission de neutron suivant une désintégration β−.
Lorsqu'ils sont bombardés par des particules alpha, les isotopes 72Ge et 76Ge engendrent les isotopes stables 75As et 77Se, émettant dans ce procédé des électrons à haute énergie.

## Isotopes notables

### Germanium naturel
Le germanium naturel est constitué des quatre isotopes stables 70Ge, 72Ge, 73Ge et 74Ge, et du radioisotope primordial quasi stable 76Ge. Celui-ci a une demi-vie de 1,78 × 1021 années et il est considéré comme stable pour toutes ses applications.
| Isotope | Abondance (pourcentage molaire) |
| ------- | ------------------------------- |
| 70Ge    | 20,38 (18) %                    |
| 72Ge    | 27,31 (26) %                    |
| 73Ge    | 7,76 (8) %                      |
| 74Ge    | 36,72 (15) %                    |
| 76Ge    | 7,83 (7) %                      |

## Table des isotopes
| Symbole de l'isotope | Z (p)                | N (n)                | Masse isotopique (u) | Demi-vie         | Mode(s) de désintégration, | Isotope(s) fils | Spin nucléaire |
| Symbole de l'isotope | Énergie d'excitation | Énergie d'excitation | Énergie d'excitation | Demi-vie         | Mode(s) de désintégration, | Isotope(s) fils | Spin nucléaire |
| -------------------- | -------------------- | -------------------- | -------------------- | ---------------- | -------------------------- | --------------- | -------------- |
| 58Ge                 | 32                   | 26                   | 57,99101(34)#        |                  | 2p                         | 56Zn            | 0+             |
| 59Ge                 | 32                   | 27                   | 58,98175(30)#        |                  | 2p                         | 57Zn            | 7/2-#          |
| 60Ge                 | 32                   | 28                   | 59,97019(25)#        | 30# ms           | β+                         | 60Ga            | 0+             |
| 60Ge                 | 32                   | 28                   | 59,97019(25)#        | 30# ms           | 2p                         | 58Zn            | 0+             |
| 61Ge                 | 32                   | 29                   | 60,96379(32)#        | 39(12) ms        | β+, p (80 %)               | 60Zn            | (3/2-)#        |
| 61Ge                 | 32                   | 29                   | 60,96379(32)#        | 39(12) ms        | β+ (20 %)                  | 61Ga            | (3/2-)#        |
| 62Ge                 | 32                   | 30                   | 61,95465(15)#        | 129(35) ms       | β+                         | 62Ga            | 0+             |
| 63Ge                 | 32                   | 31                   | 62,94964(21)#        | 142(8) ms        | β+                         | 63Ga            | (3/2-)#        |
| 64Ge                 | 32                   | 32                   | 63,94165(3)          | 63,7(25) s       | β+                         | 64Ga            | 0+             |
| 65Ge                 | 32                   | 33                   | 64,93944(11)         | 30,9(5) s        | β+ (99,99 %)               | 65Ga            | (3/2)-         |
| 65Ge                 | 32                   | 33                   | 64,93944(11)         | 30,9(5) s        | β+, p (0,01 %)             | 64Zn            | (3/2)-         |
| 66Ge                 | 32                   | 34                   | 65,93384(3)          | 2,26(5) h        | β+                         | 66Ga            | 0+             |
| 67Ge                 | 32                   | 35                   | 66,932734(5)         | 18,9(3) min      | β+                         | 67Ga            | 1/2-           |
| 67m1Ge               | 18,20(5) keV         | 18,20(5) keV         | 18,20(5) keV         | 13,7(9) µs       |                            |                 | 5/2-           |
| 67m2Ge               | 751,70(6) keV        | 751,70(6) keV        | 751,70(6) keV        | 110,9(14) ns     |                            |                 | 9/2+           |
| 68Ge                 | 32                   | 36                   | 67,928094(7)         | 270,95(16) j     | CE                         | 68Ga            | 0+             |
| 69Ge                 | 32                   | 37                   | 68,9279645(14)       | 39,05(10) h      | β+                         | 69Ga            | 5/2-           |
| 69m1Ge               | 86,765(14) keV       | 86,765(14) keV       | 86,765(14) keV       | 5,1(2) µs        |                            |                 | 1/2-           |
| 69m2Ge               | 397,944(18) keV      | 397,944(18) keV      | 397,944(18) keV      | 2,81(5) µs       |                            |                 | 9/2+           |
| 70Ge                 | 32                   | 38                   | 69,9242474(11)       | Stable           | Stable                     | Stable          | 0+             |
| 71Ge                 | 32                   | 39                   | 70,9249510(11)       | 11,43(3) j       | CE                         | 71Ga            | 1/2-           |
| 71mGe                | 198,367(10) keV      | 198,367(10) keV      | 198,367(10) keV      | 20,40(17) ms     | TI                         | 71Ge            | 9/2+           |
| 72Ge                 | 32                   | 40                   | 71,9220758(18)       | Stable           | Stable                     | Stable          | 0+             |
| 72mGe                | 691,43(4) keV        | 691,43(4) keV        | 691,43(4) keV        | 444,2(8) ns      |                            |                 | 0+             |
| 73Ge                 | 32                   | 41                   | 72,9234589(18)       | Stable           | Stable                     | Stable          | 9/2+           |
| 73m1Ge               | 13,2845(15) keV      | 13,2845(15) keV      | 13,2845(15) keV      | 2,92(3) µs       |                            |                 | 5/2+           |
| 73m2Ge               | 66,726(9) keV        | 66,726(9) keV        | 66,726(9) keV        | 499(11) ms       |                            |                 | 1/2-           |
| 74Ge                 | 32                   | 42                   | 73,9211778(18)       | Stable           | Stable                     | Stable          | 0+             |
| 75Ge                 | 32                   | 43                   | 74,9228589(18)       | 82,78(4) min     | β−                         | 75As            | 1/2-           |
| 75m1Ge               | 139,69(3) keV        | 139,69(3) keV        | 139,69(3) keV        | 47,7(5) s        | TI (99,97 %)               | 75Ge            | 7/2+           |
| 75m1Ge               | 139,69(3) keV        | 139,69(3) keV        | 139,69(3) keV        | 47,7(5) s        | β−                         | 75As            | 7/2+           |
| 75m2Ge               | 192,18(7) keV        | 192,18(7) keV        | 192,18(7) keV        | 216(5) ns        |                            |                 | 5/2+           |
| 76Ge                 | 32                   | 44                   | 75,9214026(18)       | 1,78(8) × 1021 a | β−β−                       | 76Se            | 0+             |
| 77Ge                 | 32                   | 45                   | 76,9235486(18)       | 11,30(1) h       | β−                         | 77As            | 7/2+           |
| 77mGe                | 159,70(10) keV       | 159,70(10) keV       | 159,70(10) keV       | 52,9(6) s        | β− (79 %)                  | 77As            | 1/2-           |
| 77mGe                | 159,70(10) keV       | 159,70(10) keV       | 159,70(10) keV       | 52,9(6) s        | TI (21 %)                  | 77Ge            | 1/2-           |
| 78Ge                 | 32                   | 46                   | 77,922853(4)         | 88(1) min        | β−                         | 78As            | 0+             |
| 79Ge                 | 32                   | 47                   | 78,9254(1)           | 18,98(3) s       | β−                         | 79As            | (1/2)-         |
| 79mGe                | 185,95(4) keV        | 185,95(4) keV        | 185,95(4) keV        | 39,0(10) s       | β− (96 %)                  | 79As            | (7/2+)#        |
| 79mGe                | 185,95(4) keV        | 185,95(4) keV        | 185,95(4) keV        | 39,0(10) s       | TI (4 %)                   | 79Ge            | (7/2+)#        |
| 80Ge                 | 32                   | 48                   | 79,92537(3)          | 29,5(4) s        | β−                         | 80As            | 0+             |
| 81Ge                 | 32                   | 49                   | 80,92882(13)         | 7,6(6) s         | β−                         | 81As            | 9/2+#          |
| 81mGe                | 679,13(4) keV        | 679,13(4) keV        | 679,13(4) keV        | 7,6(6) s         | β− (99 %)                  | 81As            | (1/2+)         |
| 81mGe                | 679,13(4) keV        | 679,13(4) keV        | 679,13(4) keV        | 7,6(6) s         | TI (1 %)                   | 81Ge            | (1/2+)         |
| 82Ge                 | 32                   | 50                   | 81,92955(26)         | 4,55(5) s        | β−                         | 82As            | 0+             |
| 83Ge                 | 32                   | 51                   | 82,93462(21)#        | 1,85(6) s        | β−                         | 83As            | (5/2+)#        |
| 84Ge                 | 32                   | 52                   | 83,93747(32)#        | 0,947(11) s      | β− (89,2 %)                | 84As            | 0+             |
| 84Ge                 | 32                   | 52                   | 83,93747(32)#        | 0,947(11) s      | β−, n (10,8 %)             | 83As            | 0+             |
| 85Ge                 | 32                   | 53                   | 84,94303(43)#        | 535(47) ms       | β− (86 %)                  | 85As            | 5/2+#          |
| 85Ge                 | 32                   | 53                   | 84,94303(43)#        | 535(47) ms       | β−, n (14 %)               | 84As            | 5/2+#          |
| 86Ge                 | 32                   | 54                   | 85,94649(54)#        | >150 ns          | β−, n                      | 85As            | 0+             |
| 86Ge                 | 32                   | 54                   | 85,94649(54)#        | >150 ns          | β−                         | 86As            | 0+             |
| 87Ge                 | 32                   | 55                   | 86,95251(54)#        | 0,14# s          |                            |                 | 5/2+#          |
| 88Ge                 | 32                   | 56                   | 87,95691(75)#        | >=300 ns         |                            |                 | 0+             |
| 89Ge                 | 32                   | 57                   | 88,96383(97)#        | >150 ns          |                            |                 | 3/2+#          |

1. ↑  Abréviations :
CE : capture électronique ;
TI : transition isomérique.
2. ↑  Isotopes stables en gras, gras et italique ceux stables à notre échelle de temps.
3. ↑  Utilisé pour générer 68Ga.
4. ↑  Radionucléide primordial.

### Remarques
- Les valeurs marquées # ne sont pas purement dérivées des données expérimentales, mais aussi au moins en partie à partir des tendances systématiques, Les spins avec des arguments d'affectation faibles sont entre parenthèses.
- Les incertitudes sont données de façon concise entre parenthèses après la décimale correspondante. Les valeurs d'incertitude dénotent un écart-type, à l'exception de la composition isotopique et de la masse atomique standard de l'IUPAC qui utilisent des incertitudes élargies[5].
- Les moments angulaires ou les sous-particules de 3e ordre sont omises car spin(2)=0,45,45
- Les masses des isotopes sont celles données par la Commission sur les symboles, les unités, la nomenclature, les masses atomiques et les constantes fondamentales (SUNAMCO) de l'IUPAP.
- Les abondances isotopiques sont celles données par la Commission des Abondances isotopiques et des Poids atomiques (en) de l'IUPAC.